# Kingsbury, Warwickshire
Kingsbury är en ort och civil parish i Storbritannien.   Den ligger i grevskapet Warwickshire och riksdelen England, i den södra delen av landet, 160 km nordväst om huvudstaden London. Kingsbury ligger 77 meter över havet och antalet invånare är 4 261.
Terrängen runt Kingsbury är platt. Runt Kingsbury är det ganska tätbefolkat, med 222 invånare per kvadratkilometer. Närmaste större samhälle är Birmingham, 17,3 km sydväst om Kingsbury. Trakten runt Kingsbury består till största delen av jordbruksmark.